# 은밀한 유혹 (2015년 영화)
"은밀한 유혹"은 2015년에 개봉한 대한민국의 영화이다.

## 캐스팅
- 임수정 : 지연 역
- 유연석 : 성열 역
- 이경영 : 김석구 역
- 박철민 : 선장 역
- 진경 : 장혜진 역
- 도희 : 유미 역
- 이규호
- 에네스 카야 : 빅토르 역
- 마붑 알엄 : 칸 역
- 곽민호 : 칼자국 역
- 이종우 : 창기 역
- 신용훈 : 오 형사 역
- 조윤우 : 진섭 역
- 임대일 : 오 변호사 역
- 박지홍 : 화장실 소변남 역
- 성민수 : 이장열 변호사 역
- 전병욱 : 칸 통화 형사 역
- 이영철 : 펍사장 역
- 송동환 : 노트북남 역
- 전소니 : 명품샵 직원 역
- 딘 도슨 : 집주인 역